# Cơ Bằng Phi
Cơ Bằng Phi (Tiếng Trung: 姬鵬飛, Bính âm: Jī Péngfēi; 2/2/1910 - 10/2/2000) là một chính trị gia Cộng hòa Nhân dân Trung Hoa. Trong bức ảnh từ năm 1952, ông là người phía bên phải.
Ông sinh ra tại huyện Lâm Y, địa cấp thị Vận Thành thuộc tỉnh Sơn Tây, Trung Quốc vào năm 1910. Ông gia nhập Đảng Cộng sản Trung Quốc năm 1933. Ông từng là một nhân vật có tiếng và thành viên có thâm niên trong Đảng Cộng sản. Khi con trai ông bị bắt giữ rồi bị kết án tử hình vì tội tham ô, buôn lậu và một số tội danh khác, ông được cho là đã uống thuốc độc tự tử ở tuổi 91. Sau đó, đảng Cộng sản Trung Quốc khi đó đã ca ngợi ông là một lãnh đạo kiệt xuất trên mặt trận ngoại giao